# あしたの風
『あしたの風』（あしたのかぜ）は、壺井栄による日本の短編小説。また、これを表題作とした短編小説集。
NHKで2度テレビドラマ化された。

## 概要
短編としての『あしたの風』は戦後に入ってすぐの時期において『小学五年生』（小学館刊）に掲載されたとされる児童文学ジャンルの短編小説である。将来の姿を悲観することなく「現在」に地に足をつけて生きる母子の姿を描き出した作品。のち、1958年に新潮社より本作を表題作とした短編集の単行本が出版された。
なお、後にNHKにて制作された「連続テレビ小説」（後述）は、原作そのもののボリュームの不足から、短編集に同時収録されていた同作者による複数作の短編を元に、脚本家である山下与志一らの手によってストーリーラインおよびテーマそのものが再構成されたため、内容が大幅に改変されたものになったとされる。

## あらすじ
戦災母子家庭で育つ夏子は、最近、雨が降ると機嫌が悪くなることが多かった。なぜなら、それまで履いていた長靴を弟に譲ってしまったため、夏子の履く長靴がなかったためであった。夏子の家は貧しいので、そう簡単には新しい長靴を買うわけにはいけない。夏子も事情は分かっているし、他にも長靴を持てない子もいるのだが、それでも新しい長靴が欲しいと言って、母を困らせてしまう。
ある朝、新しい長靴が玄関に置かれていた。夏子のためにと、お母さんが新しい長靴を買ってくれたのだった。大喜びの夏子は、今度は雨の日が待ち遠しくなる。そして、しとしと雨の降る日、夏子は胸を張り新しい長靴を履いて学校に向かった。しかし学校で授業を受けている間に、せっかく買ってもらった夏子の長靴はなくなってしまう。誇らしげな夏子を妬んで誰かが長靴を隠して捨ててしまったのか、それとも、勝手に履いて帰ってしまったのか。夏子はびしょぬれになりながら、校内くまなく必死になって探すが、長靴は見つからない。もう誰もいない運動場で、強くなる雨の中、ずぶ濡れになり泣き続ける夏子に、迎えにやって来たお母さんは優しく呼びかける。
長靴を失くした事を泣きじゃくって詫びる夏子を、母はにこやかに笑いながら靴屋に連れて行く。母は夏子のために、靴屋に頭を必死に下げて、もう一度同じ長靴を都合してもらおうとする。裸足の夏子の姿に、事情を慮った靴屋は嫌な顔一つせず、もう一度同じ長靴を都合してくれた。帰り道、余計なお金を使わす事を詫びて心配する夏子に、母は「娘（夏子）にあしたまで泣いた顔をさせるのはしのびない」から気にしなくていいと諭して「あしたはあしたの風が吹く」とにっこり笑うのであった。

## テレビドラマ

### 1961年・単発
NHKにおいて1961年5月21日に単発ドラマとして放送された。

#### 出演者
- 山崎左度子
- 坪内美詠子
- 南美江
- 市川芳雄
- 原泉
- 岡村文子

#### スタッフ
- 脚本：西沢裕子
- 演出：藤原杉雄
- 音楽：斎藤一郎

### 1962年・朝ドラ
NHK連続テレビ小説の第2作で、1962年4月2日から1963年3月30日まで1年間放送された。全306回。
原作は上記の通り短編および短編集であるが、同作者による同傾向のテーマを持つ中短編小説を複数作組み合わせ、脚本を筆頭にテレビドラマスタッフ側で物語を再構成し、番組独自の展開を行った結果、“家族制度”を追及した作品となった。
NHKには最終回のみ現存する。
本作から月曜日から土曜日まで8時15分 - 8時30分の15分番組となり、これ以後2009年度下半期の『ウェルかめ』まで48年間続く。2020年度の『エール』からは月曜日から金曜日の週5日の放送となった。

#### キャスト
- 安江 - 渡辺富美子
- 夫・文吉 - 増田順司
- 姪・音枝 - 小畑絹子
- 孤児・文吉 - 長島光男
- アカネ - 川口知子
- アカネの母・なつ子 - 浅茅しのぶ
- 俊三 - 矢野宣
- 小織 - 青山紀子
- 松枝 - 三戸部スエ
- 哲夫 - 大塚周夫
- その他 - 織田政雄、磯村みどり、七尾伶子、幸田弘子、中村雅子、戸田皓久、荒木道子、原泉、伊藤弘子、坂本長利、勝亦富美夫

#### スタッフ
- 原作 - 壺井栄[3]（「風」「右文覚え書」「母のない子と子のない母と」「あしたの風」「雑居家族」より）
- 脚本 - 山下与志一[3]
- 音楽 - 斉藤高順
- 演出 - 中山三雄
- 語り - 竹内三郎アナウンサー